# Saint-Trivier-sur-Moignans
Saint-Trivier-sur-Moignans, nekdanji Saint-Trivier-en-Dombes, je naselje in občina v jugovzhodnem francoskem departmaju Ain regije Rona-Alpe. Leta 2012 je naselje imelo 1.817 prebivalcev.

## Geografija
Kraj se nahaja v pokrajini Dombes 31 km jugozahodno od Bourga.

## Administracija
Saint-Trivier-sur-Moignans je sedež istoimenskega kantona, v katerega so poleg njegove vključene še občine Ambérieux-en-Dombes, Baneins, Chaleins, Chaneins, Fareins, Francheleins, Lurcy, Messimy-sur-Saône, Relevant, Sainte-Olive, Savigneux in Villeneuve z 14.659 prebivalci.
Kanton je sestavni del okrožja Bourg-en-Bresse.